# Étang du Méjean
Pour les articles homonymes, voir Méjean.
L’étang du Méjean (parfois nommé étang de Pérols dans sa partie orientale) est un étang appartenant au complexe lagunaire des étangs palavasiens dans le sud de la France. Il est situé dans l'Hérault, au sud de l'agglomération de Montpellier, sur le littoral méditerranéen.

## Localisation

Carte des étangs palavasiens

Le Méjean se situe à environ six kilomètres à vol d'oiseau du centre de Montpellier. Sa surface se partage entre les communes de Palavas-les-Flots à l'ouest, de Lattes au centre et de Pérols à l'est.
Le cours du Lez se situe à l'ouest, et les rives de ce fleuve côtier séparent le Méjean de l'étang de l'Arnel.
Il est traversé par le canal du Rhône à Sète qui le sépare de l'étang du Grec situé au sud.

## Environnement
Les berges nord de l'étang constituent une réserve naturelle protégée et entretenue par la commune de Lattes, qui y a aménagé une maison de la nature destinée à l'observation des oiseaux migrateurs ainsi qu'à la sensibilisation du promeneur via des échantillons, des photographies et des peintures des différentes espèces animales et végétales peuplant l'étang.
Les berges occidentales et orientales sont dans le voisinage de larges voies routières à chaussées séparées, conduisant aux stations littorales de Palavas-les-Flots et Carnon, ainsi que d'un camping à la limite des territoires lattois et pérolien.

## Galerie

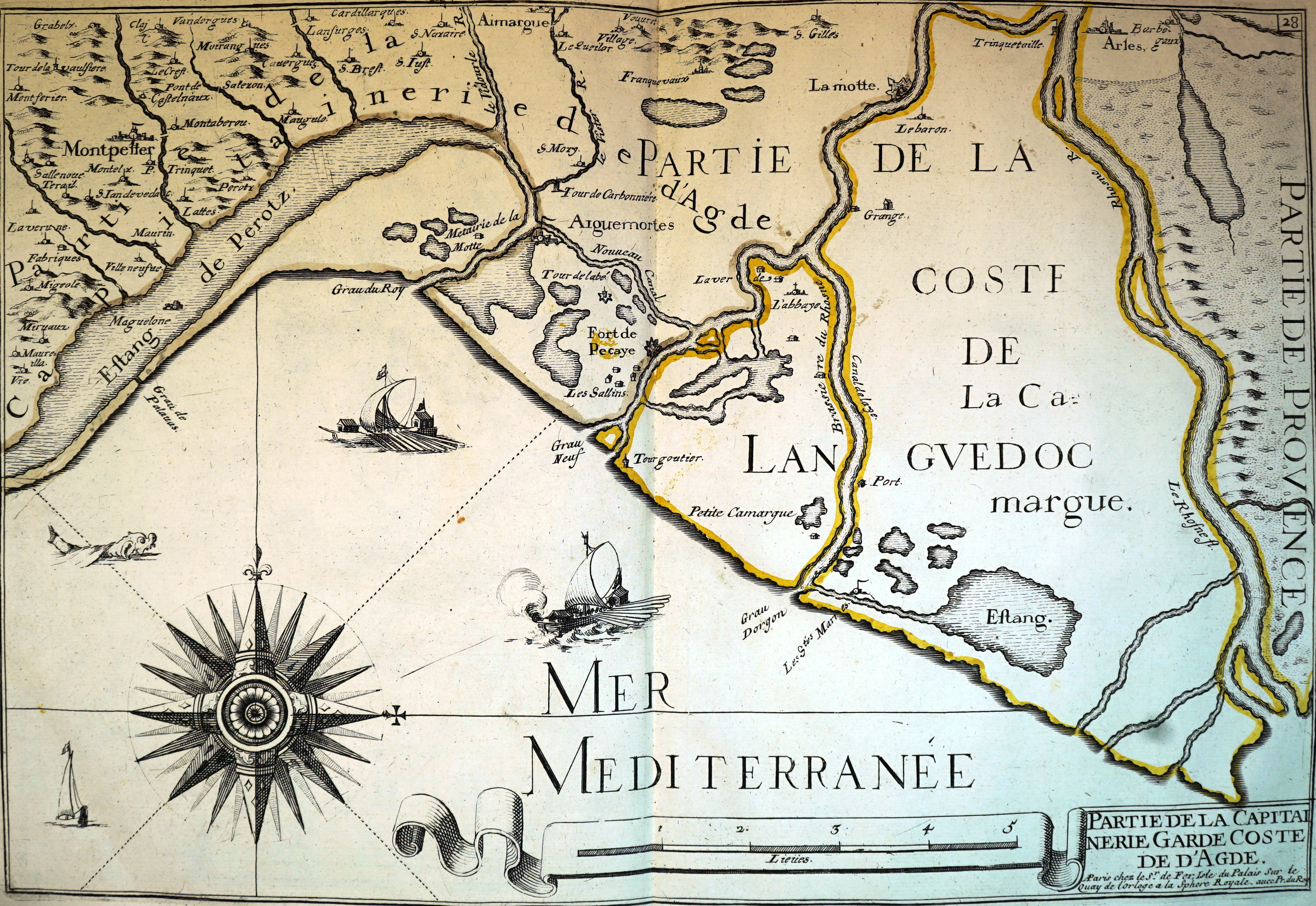
L'estang de Perotz en 1690, d'après les relevés de C. Tassin.
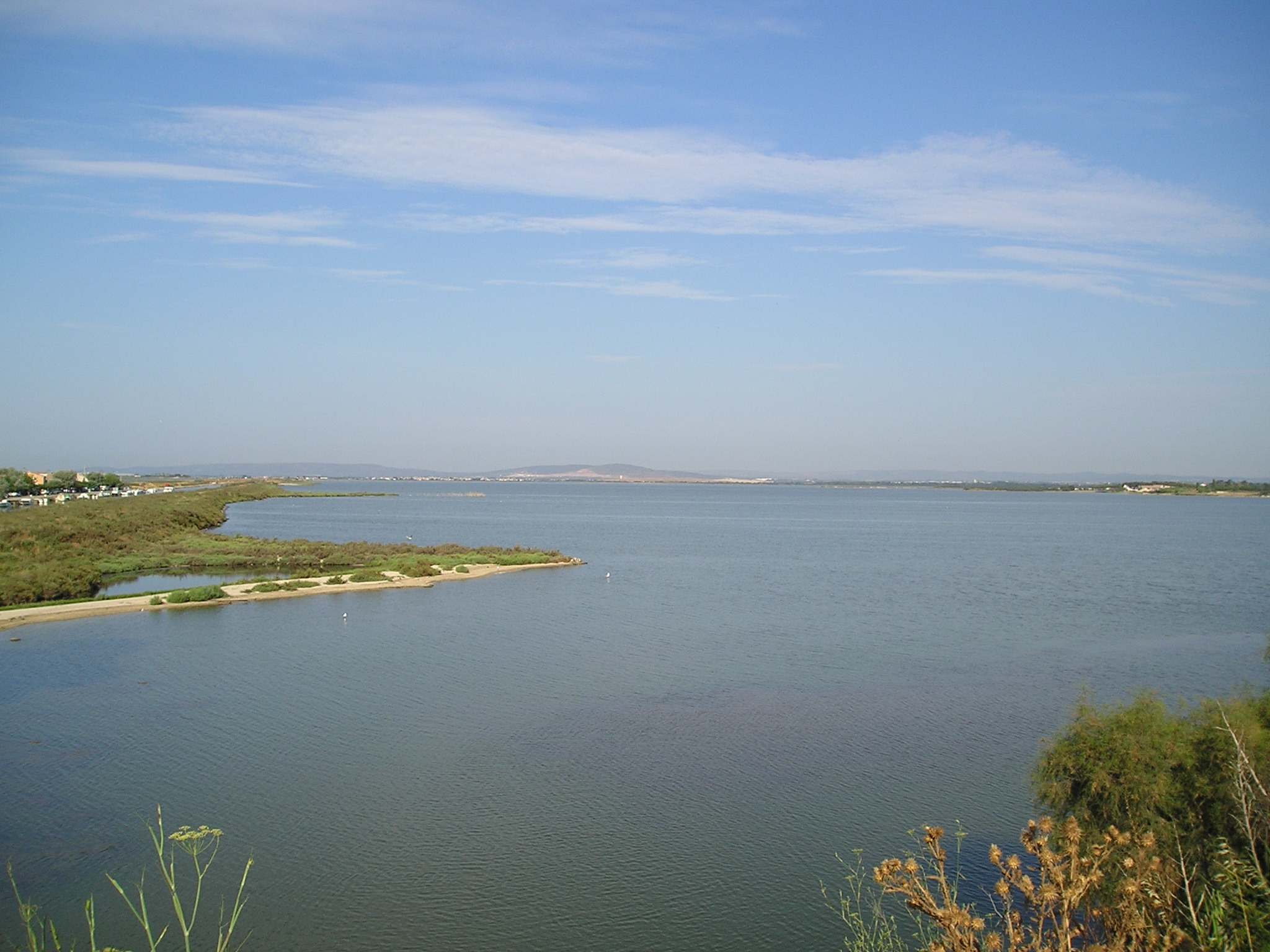
Vue depuis le pont de Carnon vers l'ouest. À gauche, le canal du Rhône à Sète.
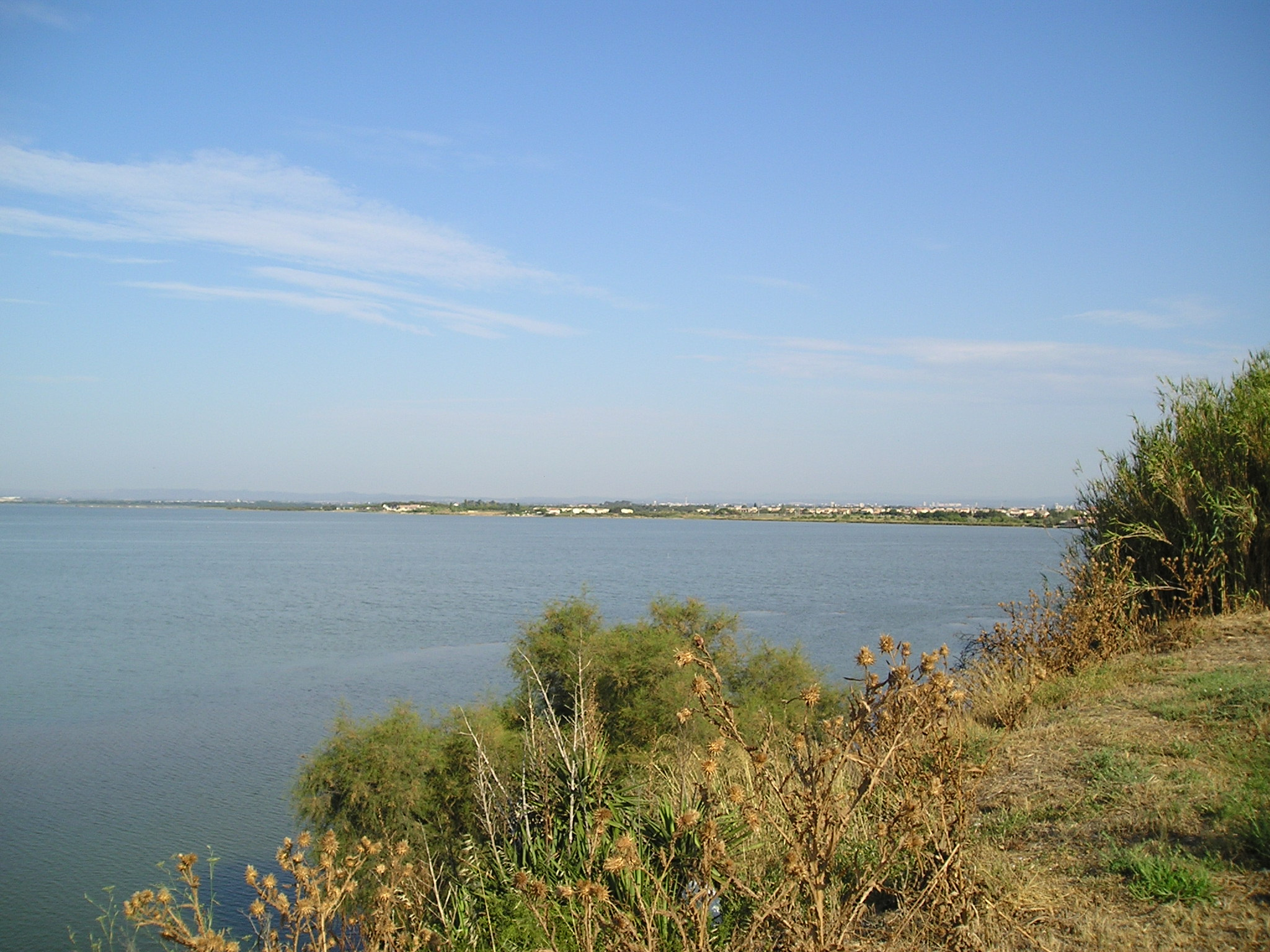
Vue vers le nord-ouest, avec à droite, la ville de Pérols.
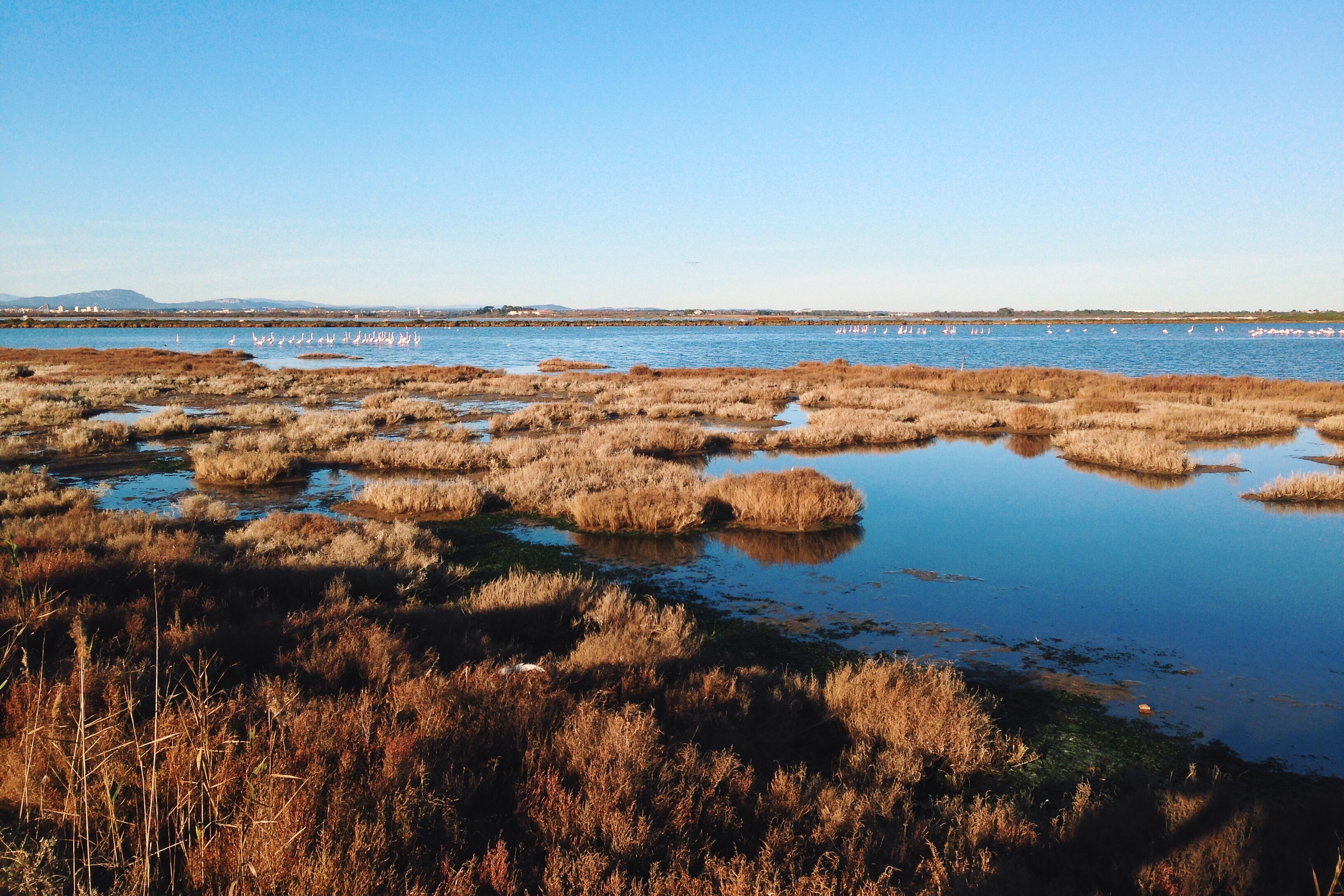
Vue des flamants roses et du pic Saint-Loup en arrière plan.